# Piper celtidiforme
Piper celtidiforme är en pepparväxtart som beskrevs av Philipp Filip Maximilian Opiz. Piper celtidiforme ingår i släktet Piper och familjen pepparväxter. Inga underarter finns listade i Catalogue of Life.